# Elecciones parlamentarias de Grecia de 2019

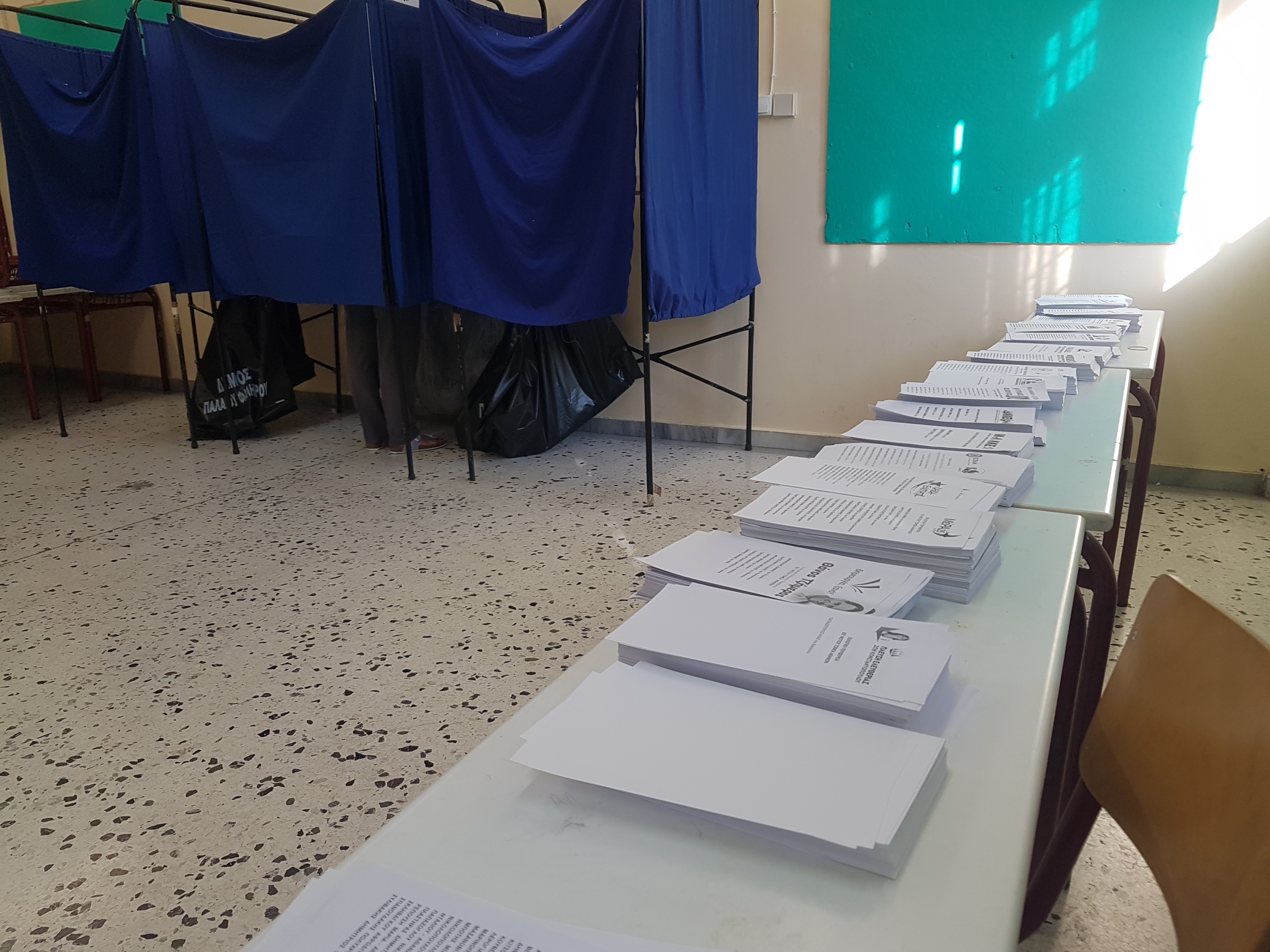
Cabinas de votación en las elecciones parlamentarias de Grecia de 2019.

Las elecciones parlamentarias en Grecia se celebraron el 7 de julio de 2019. Se eligieron los 300 escaños del Consejo de los Helenos.
Los resultados mostraron que el partido Nueva Democracia, liderado por Kyriakos Mitsotakis, ganó 158 escaños, una mayoría absoluta que es más del doble de la representación previa del partido. El partido obtuvo casi el 40 % del voto popular.
Estas elecciones han sido importantes por ser la primera vez desde las elecciones de 2004 que un gobierno termina su mandato constitucional de 4 años y también la primera alternancia de poder de un gobierno que logra terminar su mandato. Nueva Democracia (ND) logró mayoría absoluta, siendo la primera vez que ha sucedido desde las elecciones de 2009.

## Sistema electoral
El sufragio en Grecia es obligatorio, pero en la práctica no se sanciona a quienes no ejercen su derecho a voto. Desde 2009, se aplica un sistema electoral de representación proporcional «reforzado», con reparto de escaños usando el cociente Hare. En los comicios se eligen 250 parlamentarios, en listas abiertas, distribuidos así: 238 escaños adjudicados en 56 distritos electorales —48 plurinominales y 8 uninominales— y 12 escaños se distribuyen también proporcionalmente a nivel nacional. Los 50 escaños restantes se bonifican a la primera fuerza política. Para entrar en el Consejo de los Helenos, un partido debe obtener al menos el 3 % de los votos. La mayoría absoluta se obtiene con 151 escaños.

## Fecha
Las siguientes elecciones generales no podían celebrarse más tarde del domingo 20 de octubre de 2019. Según la Constitución griega, los miembros del Parlamento son elegidos por períodos de cuatro años, con elecciones requeridas dentro de los treinta días posteriores a la expiración de sus mandatos.
Según el ministro del Interior, Panos Skourletis, la fecha más probable para las próximas elecciones era el 13 de octubre de 2019, el mismo día de las elecciones locales (regionales y municipales).
Finalmente, el primer ministro Alexis Tsipras convocó las elecciones para el 7 de julio tras la derrota de SYRIZA en las elecciones al Parlamento Europeo de 2019.

## Resultados
| Partido                              | Partido                                                 | Votos     | %     | Escaños | +/–   |
| ------------------------------------ | ------------------------------------------------------- | --------- | ----- | ------- | ----- |
|                                      | Nueva Democracia                                        | 2.251.411 | 39,85 | 158     | 83    |
|                                      | Syriza                                                  | 1.781.174 | 31,53 | 86      | 59    |
|                                      | Movimiento para el Cambio (PASOK - KIDISO)              | 457.519   | 8,10  | 22      | 5     |
|                                      | Partido Comunista de Grecia                             | 299.592   | 5,30  | 15      | 0     |
|                                      | Solución Griega                                         | 208.805   | 3,70  | 10      | Nuevo |
|                                      | Frente Europeo de Desobediencia Realista                | 194.232   | 3,44  | 9       | Nuevo |
|                                      |                                                         |           |       |         |       |
|                                      | Amanecer Dorado                                         | 165.709   | 2,93  | 0       | 18    |
|                                      | Curso de la Libertad                                    | 82.672    | 1,46  | 0       | Nuevo |
|                                      | Unión de Centristas                                     | 70.161    | 1,24  | 0       | 9     |
|                                      | Recrear Grecia                                          | 41.646    | 0,74  | 0       | 0     |
|                                      | Frente Popular Unido                                    | 28.269    | 0,50  | 0       | 0     |
|                                      | Frente de la Izquierda Anticapitalista Griega           | 23.191    | 0,41  | 0       | 0     |
|                                      | Unidad Popular                                          | 15.930    | 0,28  | 0       | 0     |
|                                      | Asamblea Helénica                                       | 14.173    | 0.25  | 0       | 0     |
|                                      | Partido Comunista de Grecia (Marxista-Leninista)        | 7.778     | 0,14  | 0       | 0     |
|                                      | Partido Comunista Marxista-Leninista de Grecia          | 2.791     | 0,05  | 0       | 0     |
|                                      | Partido Obrero Revolucionario                           | 1.993     | 0,04  | 0       | 0     |
|                                      | Organización de Comunistas Internacionalistas de Grecia | 1.675     | 0,03  | 0       | 0     |
|                                      | Syn...Fonia Politikon Kommaton                          | 96        | 0.00  | 0       | 0     |
|                                      | Independientes                                          | 472       | 0,01  | 0       | 0     |
| Votos nulos / en blanco              | Votos nulos / en blanco                                 | 120.171   | –     | –       | –     |
| Total                                | Total                                                   | 5.769.503 | 100   | 300     | 0     |
| Votantes registrados / Participación | Votantes registrados / Participación                    | 9.961.718 | 57,92 | –       | –     |
| Fuente: Ministerio de Interior       |                                                         |           |       |         |       |